# لويس دي جويندوس
لويس دي جويندوس خورادو (بالإسبانية: Luis de Guindos Jurado)‏ (من مواليد 16 يناير 1960) هو سياسي إسباني يشغل منصب نائب رئيس البنك المركزي الأوروبي منذ عام 2018. شغل سابقًا منصب وزير الاقتصاد والصناعة والتنافسية ‏ من 2011 إلى 2018.